# Ignición por tubo caliente

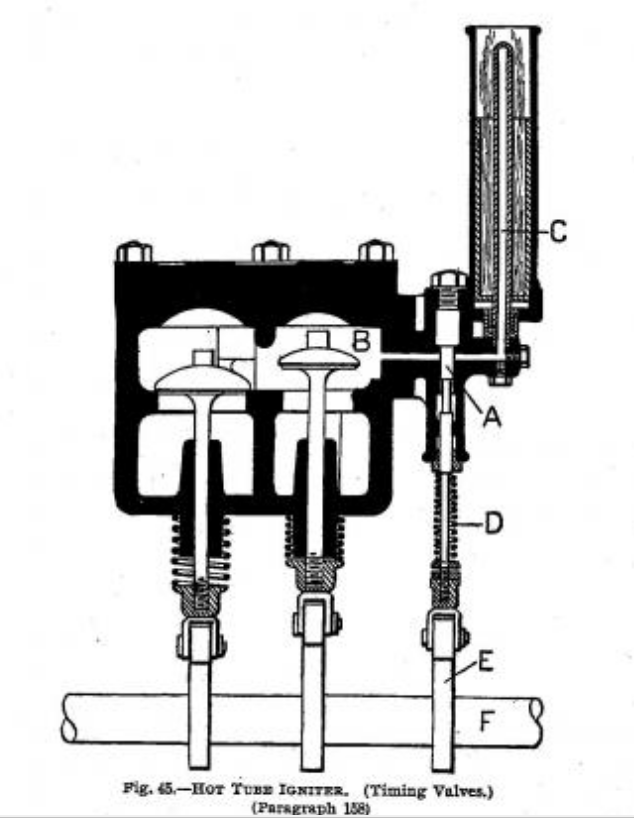
Sistema de ignición por tubo caliente (C) en un motor de gas con válvulas de admisión

El sistema de ignición por tubo caliente fue uno de los primeros dispositivos que se adaptó a la culata de un motor de combustión interna para encender la mezcla comprimida de aire/combustible por medio de un tubo calentado al rojo vivo mediante una llama. Consistía en un tubo metálico o de porcelana, cerrado en un extremo y unido a la culata en el otro, y un quemador ajustable que podía moverse para colocar su llama en cualquier punto de la longitud del tubo.

## Operación
La carrera de compresión en el cilindro empujaba algunos productos de combustión sobrantes en el tubo, seguidos de una mezcla fresca de aire/combustible (sin quemar). Cuando la compresión era suficiente para que el combustible alcanzara el área al rojo vivo del tubo, se producía la ignición. En los diseños iniciales, el tiempo de encendido se ajustaba regulando la posición del punto de calor al rojo en el tubo moviendo el quemador respecto al tubo. La mayoría de los modelos posteriores utilizaban un quemador fijo y longitudes de tubo variadas para cambiar el tiempo de encendido.

## Desventajas
La ignición por tubo caliente presentaba muchos problemas, la mayoría causados por los cambios repentinos de presión en el tubo debido a la operación del motor y la alta temperatura del tubo. Fue extremadamente difícil encontrar materiales económicos que fueran lo suficientemente duraderos para estas condiciones.
También era importante no colocar la llama del quemador donde calentase el tubo al rojo-blanco, lo que dañaría rápidamente el tubo pudiendo causar su explosión brusca. Este problema se presentaba a menudo.
Los tubos utilizados eran típicamente de 6 a 12 pulgadas de largo (entre 15 y 30 cm), lo que tendía a hacerlos poco prácticos para su uso en cualquier cosa que no fueran motores grandes (por ejemplo, motores estacionarios en fábricas). Los tubos raramente duraban más de un año antes de necesitar ser reemplazados, especialmente cuando los motores se alimentaban con gases con alto contenido de azufre, como el gas destilado de la hulla o el gas natural sin purificar.